# Tadeusz Kuta (aktor)
Tadeusz Kuta – polski aktor i autor. W 1991 roku, razem z żoną Jadwigą Kuta, założył prywatny Teatr Nasz w Michałowicach koło Szklarskiej Poręby.

## Życiorys
Tadeusz Kuta ukończył w 1984 roku Państwową Wyższą Szkołę Teatralną im. Ludwika Solskiego w Krakowie – Wydział Zamiejscowy aktorski we Wrocławiu. Po ukończeniu studiów pracował w Teatrze im. C. K. Norwida w Jeleniej Górze w latach 1982–1987, następnie w Teatrze im. Wilama Horzycy w Toruniu w latach 1987–1990. Od 1991 roku jest aktorem i dyrektorem prywatnego Teatru Naszego w Michałowicach koło Szklarskiej Poręby.
Jest autorem przedstawień Teatru Naszego oraz autorem książki „To jest nasza Ameryka, czyli krótka historia Teatru Naszego” 2009.
Był właścicielem restauracji Motto w Jeleniej Górze, która stanowiła też małą scenę Teatru Naszego z Michałowic
Żoną Tadeusza Kuty od 1985 roku jest aktorka Jadwiga Kuta. W 1986 roku urodziła się córka, Katarzyna.

## Nagrody i wyróżnienia
- 1989: XXXI Festiwal Teatrów Polski Północnej w Toruniu - nagroda aktorska za rolę Heróda w „Pchle" Eugeniusza Zamiatina
- 1997: wyróżnienie odznaką Ministra Kultury i Sztuki RP: „Zasłużony Działacz Kultury”
- 2002, 2005, 2007: Srebrny Kluczyk w plebiscycie czytelników Nowin Jeleniogórskich na najpopularniejszego aktora scen jeleniogórskich
- 2009: przyznanie tytułu honorowego obywatela Miasta Piechowice[1]
- 2016: przyznanie Brązowego Medalu „Zasłużony Kulturze Gloria Artis”[2]

## Role teatralne
w Teatrze im. C. K. Norwida w Jeleniej Górze:
- „Indyk”, teksty Marek Bartkowicz, muzyka Cezary Żak i Marek Bartkowicz – Program Kabaretowy Studentów PWST we Wrocławiu, 1982
- „Ulrich i Agata”, Robert Musil – Ulrich, przedstawienie dyplomowe, 1984
- „Zwierzęta Hrabiego Cagliostro”, Andrzej Bursa – Bartłomiej, 1983/1984
- „Lekarz mimo woli”, Molier – Walery, 1983/1984
- „Cyrkowe Przygody Mateusza Chudeusza”, Jerzy Bielunas – clown COCO, 1984/1985
- „Romans z wodewilu”, Władysław Krzemiński – Felek, 1984
- „Hamlet”, William Szekspir – Bernardo, 1985
- „Skarby i upiory”, Maciej Wojtyszko – adiutant kpt. Chołodko, 1985/1986
- „Boso, ale w ostrogach”, Stanisław Grzesiuk – Staszek, 1986
- „Kabaret”, Jan Pietrzak, muzyka Jan Pietrzak i Włodzimierz Korcz, 1986
- „Kabaret Pod Pierzyną”, 1986
- „O ślicznych kwiatkach i strasznym potworze”, Janusz Odrowąż – Pan Mak, 1986/1987

w Teatrze im. Wilama Horzycy w Toruniu:
- „Operetka”, Witold Gombrowicz – Złodziejaszek, 1988/89
- „Wieczór z Tuwimem”, 1987–1990
- „Romeo i Julia”, William Szekspir – Romeo, 1988/1989
- „Pchła”, Eugeniusz Zamiatin – Heród, 1989